# 庄司妃輝
庄司 妃輝（しょうじ みっき）は、日本の女性ダンサー。群馬県出身。日本女子体育大学舞踊学専攻卒業。

## 経歴
クラシックバレエを瀬山紀子に師事、同スタジオカンパニーBallet NoahとしてNPO公演に出演する他フランス人振付家Fabien Priovilleの作品“Kamihikoki”の制作に関わり、大好評を得て4度のドイツ・東京ツアー公演に出演。 日本女子体育大学舞踊学専攻卒業後NYに渡米。在学中は今田康二郎, 石川浩子等の作品に出演。
現在、ダンスカンパニーDoubleTake Dance, Matthew Westerby Company, The Orsano Project, Awaken Dance Theaterに所属する他、Ashlé Dawson, Valentina Kozlova, Margo Sappington等の作品制作に関わると共に出演。